# Єжовка (Дуванський район)
Єжо́вка (рос. Ежовка, башк. Ежовка) — село у складі Дуванського району Башкортостану, Росія. Входить до складу Михайловської сільської ради.
Населення — 3 особи (2010; 3 у 2002).
Національний склад:
- росіяни — 88 %